# Diarthrodella orbiculata
Diarthrodella orbiculata is een eenoogkreeftjessoort uit de familie van de Paramesochridae. De wetenschappelijke naam van de soort is voor het eerst geldig gepubliceerd in 1949 door Klie.